# Patrick Buisson
Patrick Buisson (* 19. April 1949 in Paris; † 26. Dezember 2023 in Les Sables-d’Olonne, Département Vendée) war ein französischer Journalist, Politologe und Historiker. Er war Direktor des TV-Kanals Histoire.

## Leben
Buisson wuchs in einem nationalistisch eingestellten Elternhaus auf und verweigerte als Gymnasiast die Teilnahme an einer Schweigeminute in Gedenken an die Opfer eines tödlichen Anschlags der rechtsextremen Terrorgruppe OAS, die die Unabhängigkeit Algeriens von Frankreich gewaltsam verhindern wollte. Während seiner Studienzeit an der Universität Paris-Nanterre wurde er Vize-Vorsitzender der Fédération nationale des étudiants de France (FNEF) und bildete den Gegenpart zu der von Daniel Cohn-Bendit initiierten Gruppierung Mouvement du 22 Mars (deutsch: Bewegung 22. März).
Buisson stand parteilos zahlreichen rechtsgerichteten Politikern nahe, so etwa Philippe de Villiers, mit dem ihn die Verankerung im Katholizismus und die Abneigung gegenüber der EU vereinte. Buisson begann, Nicolas Sarkozy zu beraten, als dieser noch französischer Innenminister war. Als Berater war er nach Angaben Sarkozys der rechte Gegenpart zu Henri Guaino. Der Rechtsextreme Jean-Marie Le Pen, den Buisson ab den 1970er Jahren kannte und schätzte, sagte über diese Funktion, Buisson habe Sarkozy das Know-how vermittelt, um die Wähler der Front National zu umwerben. Buisson erklärte selbst, er habe ganz bewusst rechtsgerichtete Wähler, die vom liberalen und proeuropäischen Kurs Jacques Chiracs enttäuscht worden seien, wieder an die UMP heranführen wollen, und betrachtete dies als Erfolgsgeheimnis von Sarkozys Präsidentschaft. Bei den Präsidentschaftswahlen 2022 unterstützte er den rechtsextremen Kandidaten Eric Zemmour.
Eine Kontroverse, die zu einer breiteren Wahrnehmung Buissons auch über die Landesgrenzen Frankreichs hinaus führte, rief sein Buch 1940–1945 Années érotiques – Vichy ou les Infortunes de la vertu hervor, in dem Buisson die These vertrat, dass die deutsche Besetzungszeit im Zweiten Weltkrieg ein Ausgangspunkt für die sexuelle Befreiung Frankreichs gewesen sei.
Im März 2014 gelangten Tonaufnahmen an die Öffentlichkeit, die Buisson bei Unterredungen mit Sarkozy während dessen Präsidentschaft verdeckt angefertigt hatte.
Patrick Buisson starb im Alter von 74 Jahren; er wurde am 26. Dezember 2023 leblos in seinem Haus im Département Vendée aufgefunden.

## Schriften
- 1940–1945: années érotiques: Vichy ou les infortunes de la vertu, Albin Michel 2008, ISBN 978-2-226-18394-1
- O.A.S: Histoire de la résistance française en Algérie, ISBN 978-2-904997-00-6
- Sacha Guitry et ses femmes, Albin Michel 1996, ISBN 978-2-226-08716-4
- Avec le temps, Le Chêne 1995, ISBN 978-2-85108-895-6
- La Grande Guerre, 1914–1918, XO Editions 2008, ISBN 978-2-84563-397-1